# Malinalco (comune)
Malinalco (Malinalco in lingua nahuatl) è un comune dello Stato del Messico con capoluogo la città omonima.
A nord Malinalco confina con Joquicingo, a nord-est con Ocuilán, a nord-ovest con Tenancingo ed a sud con lo Stato di Morelos. Il comune di Malinalco occupa in tutto 186,28 km² e, nel censimento del 2000, sono stati contati 21 712 abitanti.
Il comune comprende anche la città di Chalma, luogo di pellegrinaggio cattolico. Chalma contiene il secondo tempio più visitato dell'intera nazione. La cappella di San Juan contiene i resti dei monaci agostiniai e della testa dell'encomendero di Malinalco, Cristobàl Romero.

## Economia
Le principali attività economiche dipendono dalla locazione geografica della città; nel nord si trovano i ranch, al centro i venditori di pesce ed i commercianti in generale, e nel sud gli agricoltori.